# Список банів Боснії
Список банів Боснії — перелік володарів (банів) Боснії, які протягом тривалого часу протистояли сусіднім загарбникам. Тривалий час вони спиралися на боснійську церкву, що сповідувала богомильство. За весь час титул бана носили представники династій Куліничів, Шубичів та Котроманичів.
| Зображення                                    | ТитулІм'я             | Династія    | Зверхність | Панування | Нариси |
| --------------------------------------------- | --------------------- | ----------- | ---------- | --- | ------ |
|                                               | Бан Борич             | Боричевичі  | 1154–1167  | Белош Вуканович (1154—1158) Ґеза II (1158—1162) Стефан III (1162—1163)Угорське королівство                                      |        |
| 1167: підкорення Боснії візантійцями          |                       |             |            | |        |
| 1180s: відвоювання Боснії угорськими королями |                       |             |            | |        |
|                                               | Бан Кулін             | Куліничі    | 1180–1204  | Мануїл I Комнін (1180—1183) Візантійська імперія Імріх I (1183—1204) Угорське королівство                                       |        |
|                                               | Бан Стефан Кулінич    | Куліничі    | 1204–1232  | |        |
|                                               | Бан Матей Нінослав    | Радівоєвичі | 1232–1253  | |        |
|                                               | Ban Приєзда I         | Котроманичі | 1254–1287  | Михайло Ростиславович, герцог Боснії (1262—1266) Бела Ростиславович, мачванський бан (1266—1272) Стефан II Гуткелед (1272—1273) |        |
|                                               | Бан Приєзда II        | Котроманичі | 1287–1290  | |        |
|                                               | Бан Младен I          | Шубичі      | 1299–1304  | |        |
|                                               | Бан Стефан I Котроман | Котроманичі | 1287–1304  | |        |
|                                               | Ban Павло I           | Шубичі      | 1305–1312  | |        |
|                                               | Бан Младен II         | Шубичі      | 1312–1322  | |        |
|                                               | Бан Стефан II         | Котроманичі | 1322–1353  | |        |
|                                               | Бан Владислав         | Котроманичі | 1326–1353  | |        |
|                                               | Бан Твртко I          | Котроманичі | 1353–1366  | |        |
|                                               | Бан Стефан вук        | Котроманичі | 1366–1367  | |        |
|                                               | Бан Твртко I          | Котроманичі | 1353–1366  | |        |